# Angela Eugenia Nonnis
Angela Eugenia Nonnis (Desulo, 30 dicembre 1958 – Milano, 11 maggio 2019) è stata una politica italiana.

## Biografia
Laureata in medicina e chirurgia e specializzatasi in medicina del lavoro, fu dipendente della A.S.L. n. 5 di Oristano, responsabile aziendale del Servizio A.D.I. (Assistenza Domiciliare Integrata), oltre che libera professionista.
Iscritta ai Riformatori Sardi, partito di cui fu anche componente del comitato provinciale di Oristano e del comitato regionale, si candidò nel 2004 alle elezioni per il rinnovo del Consiglio regionale della Sardegna, risultando la prima dei non eletti della lista dei Riformatori, nonché la donna più votata nella provincia di Oristano.
Alle elezioni amministrative del 2007 fu candidata a sindaco di Oristano alla guida di una coalizione di centro-destra formata da Forza Italia, Unione Democratica Sarda, Alleanza Nazionale, Riformatori Sardi, Oristano Città Nuova e Democrazia Cristiana, vincendo al ballottaggio contro il candidato del centro-sinistra Marino Marchi, con il 58,2% dei voti degli elettori.
Alla fine di agosto 2011 rassegnò le dimissioni da sindaco.
Affetta da una grave malattia, morì a Milano l'11 maggio 2019.